# Saurophthirus
Saurophthirus — викопний рід бліх, що існував у ранній крейді, 130—113 млн років тому. Вважається, що вид належить до групи, яка є проміжною ланкою між базальними блохами та сучасними видами. Комаха сягала 2,5 см завдовжки.

## Спосіб життя
Вважається, що вона живилась кров'ю птерозаврів. У неї були невеликі крила, що непризначені для польоту. За аналогією з ектопаразитами кажанів слід вважати, що Saurophthirus, постійний ектопаразит птерозаврів, народжував зрілих личинок, які відразу оляльковувались. Збільшені трахейні стовбури паразита містили запас повітря для личинки, що розвивалася в утробі матері, отже, Saurophthirus паразитував на пірнаючих птерозаврах.

## Систематика
Рід Saurophthirus та типовий вид Saurophthirus longipes (Ponomarenko, 1976) описані по рештках, що знайдені у Росії на Забайкаллі. У 2013 році в Китаї у відкладеннях формації Їсянь (Yixian) виявлені нові рештки та описано новий вид Saurophthirus exquisitus (Gao et al., 2013). Також автори відкриття нового виду виділили рід у монотипову родину Saurophthiridae.